# ميليسا أونيل
ميليسا أونيل (بالفرنسية: Melissa O'Neil) (و. 1988  م) هي مغنية، وممثلة أفلام، وممثلة كندية، ولدت في كالغاري، بدأت مشوارها المهني سنة 2005.
ميليسا كريستال أونيل (بالإنجليزية: Melissa O'Neil) هي مغنية وممثلة كندية، وُلدت في 12 يوليو 1988 في كالغاري، ألبرتا. اكتسبت شهرتها بعد فوزها بالموسم الثالث من برنامج Canadian Idol، لتصبح أول امرأة تفوز باللقب.

## النشأة
تنحدر ميليسا من أم صينية كندية من هونغ كونغ وأب من أصل أيرلندي. نشأت في كالغاري، ودرست في مدرسة ليستر بي. بيرسون الثانوية، حيث شاركت في المسرحيات الرياضية والفنية.

## المسيرة

### الغناء
بعد فوزها بـ Canadian Idol عام 2005، أطلقت أغنيتها المنفردة الأولى "Alive" التي تصدرت قوائم الأغاني في كندا. أصدرت ألبومها الأول الذي يحمل اسمها (Melissa O'Neil)لاحقًا في نفس العام .

### المسرح
شاركت في العديد من الأعمال المسرحية الغنائية، مثل "يسوع المسيح نجم النجوم" و"البؤساء"،  وقد تم ترشيحها لجائزة جونو كأفضل فنانة جديدة عام 2007 ,وفازت بجائزة جائزة دورا مافور مور لأفضل أداء نسائي في مسرحية موسيقية عام 2014,

### التمثيل
بدأت ميليسا مسيرتها التمثيلية عام 2015 بلعب دور "بورتيا لين" في مسلسل الخيال العلمي "دارك ماتر"، وتلعب حاليًا دور "لوسي تشين" في مسلسل The Rookie.

## أعمالها

### ألبومات
- Melissa O'Neil (2005)

### مسلسلات بارزة
- دارك ماتر (2015–2017)
- ذا روكي (2018–الآن)

## جوائز وترشيحات
- الفائزة بجائزة Dora Mavor Moore
- ترشيح لجائزة جونو لأفضل فنانة جديدة عام 2007

## وصلات خارجية
- ميليسا أونيل على موقع IMDb (الإنجليزية)
- ميليسا أونيل على موقع ميتاكريتيك (الإنجليزية)
- ميليسا أونيل على موقع روتن توميتوز (الإنجليزية)
- ميليسا أونيل على موقع ميوزك برينز (الإنجليزية)
- ميليسا أونيل على موقع قاعدة بيانات برودواي على الإنترنت (الإنجليزية)
- ميليسا أونيل على موقع ديسكوغز (الإنجليزية)
- ميليسا أونيل على موقع قاعدة بيانات الفيلم (الإنجليزية)
- ميليسا أونيل على موقع كينوبويسك (الروسية)
- ميليسا أونيل في قاعدة بيانات الأفلام على الإنترنت